# 鲍巴卡·萨诺戈
鲍巴卡·萨诺戈（法語：Boubacar Sanogo，1982年12月12日—），科特迪瓦共和国丁博克罗省职业足球员，司職前锋，效力德乙球會科特布斯。

## 生平
萨诺戈的职业生涯始于突尼斯。在亚洲足联冠军联赛中，他是球队的顶级前锋。他在2005/06年赛季效力于德國的凱沙羅頓，24场比赛攻入10球。到了2006年夏天，他被出售到漢堡。
在2006/07年赛季，萨诺戈以450萬歐元轉會至雲達不來梅，按表現現增至600萬歐元。2009年1月28日被租借到2008/09年德甲半程冠軍賀芬咸直到球季結束，並有優先購買選擇權。季後萨诺戈返回雲達不來梅，新赛季开始后状态出色，但於2009年8月19日被出售到聖伊天，轉會費約400萬歐元。